# Vradijivský rajón
Vradijivský rajón (ukrajinsky Врадіївський район) byl rajón v Mykolajivské oblasti na Ukrajině. Hlavním městem byla Vradijivka a rajón měl přibližně 17 tisíc obyvatel. 

## Sídla v rajónu
- Vradijivka